# Johann Kitzel
Johann Hermann Kitzel (auch Johannes (Hermannus) Kitzelius; * 10. Februar 1574 in Eppstein; † 30. August 1627 in Gießen) war ein deutscher Rechtswissenschaftler, Mathematiker und Hochschullehrer.

## Leben
Johannes wurde als Sohn des Gerichtsschöffen in Epstein Wilhelm Kitzel und dessen Frau Margarethe geb. Dürrbaum geboren. Nach dem Besuch der Schule seines Geburtsorts, studierte Kitzel 1588 an der Universität Marburg wohl Mathematik und Rechtswissenschaft. Am 31. März 1593 erlangte er dort den philosophischen Baccalaureus- und 1596 den Magistergrad. 1598 erscheint er als Lehrer am Pädagogium in Marburg, 1601 als Hofgerichtsadvokat. Anschließend war er am Reichskammergericht in Speyer tätig.
Kitzel erhielt 1605 einen Ruf als ordentlicher Professor der Rechte und der Mathematik an die Universität Gießen. Am 22. August 1614 erfolgte dort seine Promotion zum Dr. iur. Nachdem er in Gießen auch 1615 Rektor der Hochschule gewesen war, wurde er am 20. Juni 1618 Vizekanzler der Universität.  Ab 1625 bis zu seinem Tod war er als ordentlicher Professor an der Universität in Marburg tätig.
Kitzel war drei Mal verheiratet. Seine erste Ehe schloss er am 3. November 1606 mit Catherine (* Marburg; † 12. September 1607 in Gießen), die Tochter des Professors in Marburg Hermann Lersner. Seine zweite Ehe ging er am 22. August 1614 mit Christine († 8. April 1622), der Tochter des Stadtschultheißen in Hersfeld Jost Meckbach, ein. Die dritte Ehe absolvierte er mit Anna Ursula, der Tochter des Bürgermeisters und Gerichtsschöffen in Frankfurt am Main Klaus Heilreich Fausten von Aschaffenburg. Aus erster Ehe stammt ein Sohn. Die drei Töchter der zweiten Ehe verstarben in ihrer Jugend. Zwei Töchter der dritten Ehe überlebten den Vater. Von den Kindern kennt man den Sohn Johann Hermann Kitzel (* 12. September 1607).

## Publikationen (Auswahl)
- Resolutio quaestionum iuris controversi XVIII, de privilegiis studiosorum, Hampel, Gießen 1606.
- Disp. iur. de locatione conductione, Chemlin, Gießen 1610.
- Disputatio Iuridica De Iurisprudentiae Principiis & praeceptis generalißimis, Hampel, Gießen 1614.
- Discursus academicus de regali habendorum Iudaeorum, quatenus in Imperio Romano, inter Christianos tolerari possint?, Hampel, Gießen 1617.
- Synopsis matrimonialis theorico-practica ..., Seyler, Frankfurt 1669.